# Dagens Industri
O Dagens Industri (forma abreviada: Di) é um jornal de economia, publicado em Estocolmo na Suécia, e distribuído 6 dias por semana. 
Tem formato tabloide, papel cor de rosa, e circula em todo o país. 
Foi fundado em 1976, e desde 1990, também é publicado na Áustria, Estónia, Letónia, Lituânia, Polónia, Rússia, Escócia e Eslovénia. 